# Dry Creek (Oklahoma)
Dry Creek és una concentració de població designada pel cens dels Estats Units a l'estat d'Oklahoma. Segons el cens del 2000 tenia 216 habitants.

## Demografia
Segons el cens del 2000, Dry Creek tenia 216 habitants, 97 habitatges, i 67 famílies. La densitat de població era de 9,6 habitants per km².
Dels 97 habitatges en un 20,6% hi vivien nens de menys de 18 anys, en un 54,6% hi vivien parelles casades, en un 9,3% dones solteres, i en un 30,9% no eren unitats familiars. En el 24,7% dels habitatges hi vivien persones soles el 17,5% de les quals corresponia a persones de 65 anys o més que vivien soles. El nombre mitjà de persones vivint en cada habitatge era de 2,23 i el nombre mitjà de persones que vivien en cada família era de 2,54.
Per edats la població es repartia de la següent manera: un 19,9% tenia menys de 18 anys, un 6,9% entre 18 i 24, un 19,4% entre 25 i 44, un 26,4% de 45 a 60 i un 27,3% 65 anys o més.
L'edat mediana era de 51 anys. Per cada 100 dones de 18 o més anys hi havia 88 homes.
La renda mediana per habitatge era de 27.292 $ i la renda mediana per família de 28.523 $. Els homes tenien una renda mediana de 19.643 $ mentre que les dones 22.083 $. La renda per capita de la població era de 14.186 $. Entorn del 14,7% de les famílies i el 22,5% de la població estaven per davall del llindar de pobresa.

## Poblacions més properes
El següent diagrama mostra les poblacions més properes.